# Науруз Ахмед-хан
Науруз Ахмед-хан (узб. Navroʻz Ahmadxon / Наврўз Аҳмадхон; 1510—1556) — узбекский
хан из династии Шейбанидов Бухарского ханства. Правил в 1552 — 1556 годах.

## Биография
Внук дочери Мирза Улугбека Рабии Султан бегим, второй сын шибанида Суюнчходжа-хана Науруз Ахмед-хан известен в источниках также под именем Барак-хана.
Его воспитанием занимался поэт Васифи.
У Науруз Ахмед-хана был старший брат Кельди-Мухаммед хан.

## Политика

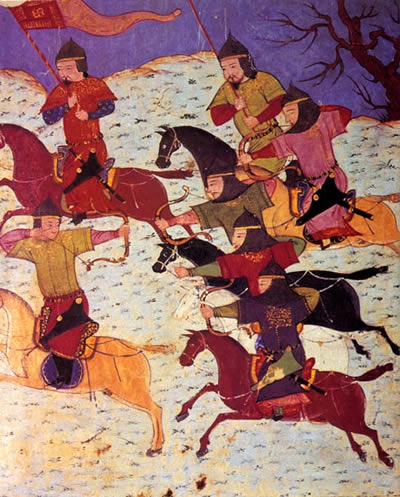
Атака кавалерии Науруз Ахмед-хана начало XIV века

Первоначально Науруз Ахмед-хан стал правителем Ташкентского удела Шейбанидов.
В середине XVI века в государстве Шейбанидов существовало несколько уделов: один в Самарканде, где правил Абдулатиф-хан, а второй в Бухаре, где царствовал сын Убайдуллы Абдулазиз-хан. После смерти Абдулатиф-хана в 1551 году Науруз Ахмед-хан захватил Самарканд и стал верховным правителем Шейбанидов. Он был объявлен верховным ханом узбеков.
Науруз Ахмед-хан преследуя интересы населения, организовал новые ирригационные работы, пытался осуществить экономические реформы в стране. Он выпускал монеты в Бухаре, Самарканде, Ташкенте и Балхе с титулами «справедливейший среди хаканов своего времени, Хакан сын хакана Абулгази бахадурхан».
У Науруз Ахмед-хана было восемь сыновей: Дарвиш-султан, Джалал-султан, Баба-хан, Амин-султан, Дустум-султан, Касим-султан, Хорезмшах-султан, Тахир-султан.

## Постройки Науруз Ахмед-хана
Науруз Ахмед-хан пристроил к мавзолею своего отца в Ташкенте медресе, названное его именем.
Науруз Ахмед-хан приказал построить Мавзолей Абдул-Азиз-Баба в Сайраме.

## Смерть
Науруз Ахмед-хан скончался в Самарканде по одним данным 10 сентября 1556 года по другим данным 23 ноября 1556 года, и был похоронен на городском кладбище рядом с могилой лидера суфийского направления Накшбанди — Ходжа Ахраром. После него верховная власть в государстве Шейбанидов перешла к Пирмухаммед-хану.